# Faustball-Europameisterschaft der Frauen 2001
Die 5. Faustball-Europameisterschaft der Frauen fand am 1. und 2. September 2001 in Wigoltingen (Schweiz) statt. Die Schweiz war zum zweiten Mal Ausrichter der Faustball-Europameisterschaft der Frauen. Neben fünf europäischen Mannschaften nahm auch die Mannschaft Namibias teil, da es in Afrika keine kontinentalen Meisterschaften gibt.

## Spielplan

### Vorrunde

#### Gruppe A
| 01.09.2001 | Schweiz | – | Tschechien | 2:0 (20:8, 20:5)   |
| 01.09.2001 | Italien | – | Tschechien | 0:2 (12:20, 12:20) |
| 01.09.2001 | Schweiz | – | Italien    | 2:0 (20:6, 20:4)   |

#### Gruppe B
| 01.09.2001 | Deutschland | – | Namibia    | 2:0 (20:6, 20:4)   |
| 01.09.2001 | Österreich  | – | Namibia    | 2:0 (20:9, 20:7)   |
| 01.09.2001 | Deutschland | – | Österreich | 2:0 (20:14, 20:17) |

### Endrunde
Halbfinale
| 02.09.2001 | 09:30 | Schweiz     | – | Österreich | 2:0 | (20:14, 20:17) |
| 02.09.2001 | 10:30 | Deutschland | – | Tschechien | 2:0 | (20:6, 20:8)   |

Spiel um Platz 5
| 02.09.2001 | 11:30 | Italien | – | Namibia | 0:2 | (6:20, 9:20) |

Spiel um Platz 3
| 02.09.2001 | 12:30 | Österreich | – | Tschechien | 2:0 | (20:7, 20:11) |

Finale
| 02.09.2001 | 11:30 | Schweiz | – | Deutschland | 1:2 | (20:13, 16:20, 18:20) |

## Platzierungen
| Rang | Land        |
| ---- | ----------- |
| 1.   | Deutschland |
| 2.   | Schweiz     |
| 3.   | Österreich  |
| 4.   | Tschechien  |
| 5.   | Namibia     |
| 6.   | Italien     |

## Weblink
- Ergebnisse der Euro bei TGD Essen